# Andrew Corporation
A Andrew Corporation é uma multinacional, subsidiária da CommScope, americana, produtora de dispositivos para telecomunicações sem fio.
A Andrew Corporation é líder na fabricação e distribuição de equipamentos, serviços e sistemas. Os produtos e conhecimentos da Andrew são encontrados através do mundo, incluindo infraestrutura wireless, soluções de distribuição, sistemas de comunicação móvel celular e pessoal, radar, GPS e broadcast.